# Cuyuni
Cuyuni (spanska: Río Cuyuní) är en flod som flyter i norra Sydamerika. Floden har sin källa i Guyanas högland i Venezuela och flyter norrut fram till orten El Dorado, där den svänger österut. I cirka 100 kilometer utgör floden statsgränsen mellan Venezuela och Guyana, för att sedan flyta in i Guyanas tropiska regnskog. Cuyunis nedersta lopp går i en sydostlig riktning, och mynnar ut i floden Mazaruni nära staden Bartica.
Cuyunis totala längd är cirka 560 kilometer och forsar medför att större delar av floden inte är farbar. Den har en ekonomisk betydelse, i och med att den transporterar guld- och diamantrik alluvialjord.